# Бурчоаја (Вранча)
Бурчоаја (рум. Burcioaia) насеље је у Румунији у округу Вранча у општини Аџуд. Oпштина се налази на надморској висини од 88 m.

## Становништво
Према подацима из 2002. године у насељу је живело 518 становника, од којих су сви румунске националности.